# Timothy Durwael
Timothy Durwael (Hasselt, 24 februari 1991) is een Belgisch voormalig voetballer die onder andere voor KRC Genk, FC Eindhoven en Roda JC uitkwam.

## Carrière

### KRC Genk
Durwael doorliep de jeugdopleiding van KRC Genk, dat hem in 1999 weghaalde bij Sporting Hasselt. In de zomer van 2009 ondertekende hij een profcontract bij de A-kern tot 2012. Durwael maakte op 30 augustus 2009 zijn debuut in het eerste elftal bij KRC Genk hij viel in de 79e minuut in voor Dimitri Daeseleire. Op 24 januari 2010 stond hij tegen Club Brugge voor het eerst aan de aftrap. Hij speelde dat seizoen uiteindelijk vijf wedstrijden. In het seizoen 2010/11 kwam hij aan twee competitiewedstrijden bij Genk en werd dat seizoen ook kampioen met Genk. In zijn laatste seizoen bij Genk, het seizoen 2011/12, kwalificeerde hij zich met de club voor de poules van de UEFA Champions League. Durwael had hier een aandeel in doordat hij in de terugwedstrijd in de derde voorronde tegen Partizan Belgrado en de heenwedstrijd in de vierde voorronde tegen Maccabi Haifa de hele wedstrijd meespeelde, hij verving in deze wedstrijden de geschorste Anele Ngcongca. Hij speelde dat seizoen verder ook nog twee competitiewedstrijden. Na dit seizoen werd zijn aflopende contract niet verlengd door Genk.

### FC Eindhoven
Op 29 juni 2012 ondertekende hij een contract voor twee jaar met een optie voor een extra jaar bij de Nederlandse tweedeklasser FC Eindhoven. Hij maakte zijn debuut in de wedstrijd tegen MVV. In het seizoen 2012/13 kwam hij uiteindelijk, mede door een zware blessure die hem meer dan vier maanden aan de kant hield, maar aan vijf wedstrijden. In het seizoen 2013/14 mocht hij het seizoen starten als basisspeler.
Tijdens de voorbereiding op het seizoen 2015/16 scheurde Durwael de kruisband in zijn rechterknie, waardoor hij anderhalf jaar aan de kant stond.

### Terug naar België
Aan het eind van het seizoen 2016/17 verliet Durwael FC Eindhoven en verruilde de club voor KS Hasselt, uitkomend in de Belgische Tweede klasse amateurs. Een jaar later stapte hij over naar KFC Turnhout.

### Roda JC
In de zomer van 2019 ging Durwael testen bij Roda JC. Hij kreeg er uiteindelijk een contract en speelde er in het seizoen 2019/20 veertien wedstrijden in het eerste elftal, voornamelijk als linksback. Op het einde van het seizoen werd zijn contract niet verlengd.
Eind 2020 zette Durwael een punt achter zijn profcarrière en startte hij een eigen schoonmaakbedrijf.

## Clubstatistieken
| seizoen | club         | land      | competitie     | wed. | goals |
| ------- | ------------ | --------- | -------------- | ---- | ----- |
| 2009/10 | KRC Genk     | België    | Jupiler League | 3    | 0     |
| 2009/10 | KRC Genk     | België    | Play-Off II B  | 2    | 0     |
| 2010/11 | KRC Genk     | België    | Jupiler League | 2    | 0     |
| 2011/12 | KRC Genk     | België    | Jupiler League | 2    | 0     |
| 2012/13 | FC Eindhoven | Nederland | Eerste divisie | 5    | 0     |
| 2013/14 | FC Eindhoven | Nederland | Eerste divisie | 29   | 0     |
| 2014/15 | FC Eindhoven | Nederland | Eerste divisie | 36   | 0     |
|         |              |           | Totaal         | 79   | 0     |

## Palmares
| Nationaal          |    |      |
| Belgisch kampioen  | 1x | 2011 |
| Belgische Supercup | 1x | 2011 |